# Pycnoclavella neapolitana
Pycnoclavella neapolitana är en sjöpungsart som först beskrevs av Julin 1904.  Pycnoclavella neapolitana ingår i släktet Pycnoclavella och familjen Pycnoclavellidae. Inga underarter finns listade i Catalogue of Life.